# Joe Kelley
Joseph James Kelley (Cambridge, 9 dicembre 1871 – Baltimora, 14 agosto 1943) è stato un giocatore di baseball e allenatore di baseball statunitense che ha giocato nel ruolo di esterno nella Major League Baseball (MLB). È stato introdotto nella National Baseball Hall of Fame nel 1971 per i suoi meriti come giocatore.

## Carriera
Kelley fu una stella delle formazioni dei Baltimore Orioles degli anni 1890. Il nucleo della squadra comprendeva John McGraw, Willie Keeler e Hughie Jennings. Kelley ricevette il soprannome di "Kingpin of the Orioles".
Nella sua carriera nella MLB, Kelley giocò nella National League (NL) per o Boston Beaneaters (1891), i Pittsburgh Pirates (1892), i Baltimore Orioles (1892–1898) e i Brooklyn Superbas (1899–1901) prima di passare alla neonata American League per giocare con i Baltimore Orioles (1902) (i futuri New York Yankees). Fece ritorno nella NL con i Cincinnati Reds (1902–1906) e i Boston Doves (1908). Kelley fu giocatore-manager dei Reds (1902–1905) e dei Doves (1908). Fu anche assistente allenatore dei Brooklyn Robins (1926) e osservatore dei New York Yankees (1915–1916).
Kelley fu un eccellente battitore, un buon corridore tra le basi e un ottimo leader, and a great leader. Nelle sue 17 stagioni nelle major league mantenne una media battuta di .317, battendo sopra .300 per undii stagioni consecutive. Kelley rubò un primato personale di 87 basi nel 1896, guidando la lega. Fu anche capitano degli Orioles e dei Superbas.

## Palmarès
- Leader della National League in basi rubate: 1

1896